# Alan Meale
Joseph Alan Meale (né le 31 juillet 1949) est un homme politique du parti travailliste britannique qui est député de Mansfield de 1987 à 2017.

## Jeunesse
Meale fréquente l'école St Joseph RC à Bishop Auckland et étudie au Ruskin College (à Oxford) et à l'Université de Durham, son CV mentionne également l'Université de Sheffield Hallam .

## Carrière parlementaire
Meale est élu au Parlement le 11 juin 1987  et prononce son premier discours le 3 juillet 1987 dans le débat sur le tourisme où il commente la pauvreté, le manque de fourniture, d'opportunités et de services dans la communauté de Mansfield . Meale est whip de 1992 à 1994 lorsqu'il devient secrétaire parlementaire privé de John Prescott dans les différents portefeuilles de Prescott jusqu'en 1998.
Meale est sous-secrétaire d'État parlementaire au ministère de l'Environnement, des Transports et des Régions sous John Prescott de janvier 1998 à janvier 1999. Il est whip gouvernemental de la délégation au Conseil de l'Europe en 2007 et chef par intérim de la délégation britannique en 2010 . Il est président de la section britannique du groupe chypriote de l'Association parlementaire du Commonwealth depuis 2007.
En 1998, Michael Ancram accuse Meale de «copinage» à la suite d'allégations dans le Sunday Times selon lesquelles il aurait fait du lobbying au nom d'Anthony Kleanthous, le président millionnaire chypriote grec du club de football Barnet. Kleanthous voulait construire un stade de 14 millions de livres sterling sur un terrain de la ceinture verte, à 140 miles de la circonscription de Meale. L' article du Sunday Times déclare que les groupes de pression chypriotes grecs britanniques avaient payé pour que Meale et sa femme se rendent à Chypre et avaient fait don de milliers de livres aux travaillistes. Meale nie le copinage, tandis que Kleanthos insiste sur le fait qu'il n'a pas fait de don au parti travailliste et déclare qu'il est "un peu raciste" de lier ses intérêts commerciaux aux efforts de lobbying politique gréco-chypriote basés sur son appartenance ethnique.
Meale est vice-président de l'APPG pour Chypre, et est considéré par les groupes chypriotes grecs comme l'un de leurs "amis les plus anciens et les plus proches au Parlement". Selon Meale, il s'est intéressé pour la première fois à la situation politique à Chypre en 1987 lorsque Tony Benn lui conseille de "choisir une question politique et de s'y tenir".
Dans la perspective du Référendum sur l'appartenance du Royaume-Uni à l'Union européenne, Meale fait campagne pour rester dans l'UE.
Meale est mentionné dans le scandale des dépenses parlementaires après avoir réclamé 13 000 £ sur 4 ans pour le jardinage. La limite fixée rétrospectivement par Sir Thomas Legg est de 1 000 £ / an. Le rapport Legg montre que Meale a remboursé 11 859,47 £ .

## Vie privée
Meale épouse Diana Gilhespy le 10 mars 1983, sa deuxième épouse; il a un fils et une fille issus de son premier mariage en 1970. Meale est fait chevalier par le prince Charles officiant lors de la cérémonie en janvier 2012, après l'annonce de la liste des distinctions d'anniversaire 2011, choisie pour son «service public et politique».